# لکسی ماری
لکسی ماری (انگلیسی: Lexie Marie؛ زاده ۱۳ دسامبر ۱۹۸۵) یک بازیگر پورنوگرافی اهل ایالات متحده آمریکا است.
او چند هفته پس از تولد ۱۸ سالگی اش شروع به رقص آکوستیکی در یک کلاب شبانه در فونیکس آریزونا کرد. بلافاصله پس از آن او در یک مجلهٔ تصویری ظاهر شد که بعداً نیز منجر به شرکت در فیلم‌های برهنهٔ دختر-دختر شد. چند ماه بعد در نوامبر ۲۰۰۴ او در یک حرکت منحصر به فرد با شرکت ویوید اینترتیمنت قراردادی را امضا کرد و بعد از آن در فیلم‌های دختر-پسر نیز شروع به بازی کرد. ماری قراردادش را در سال بعد تمدید نکرد.

## جایزه‌ها
- ۲۰۰۶ جایزه ای‌وی‌ان nominee – Best Group Sex Scene, Video – Lexie & Monique Love Rocco[۲]
- 2007 AVN Award nominee – Best Supporting Actress, Film – Fade to Black 2[۳]
- 2007 AVN Award nominee – Best All-Girl Sex Scene, Film – Fade to Black 2[۳]
- 2007 AVN Award nominee – Best All-Girl Sex Scene, Video – Virtual Vivid Girl سانی لیون[۳]
- 2007 AVN Award nominee – Best POV Sex Scene – POV Centerfolds 3[۳]
- 2009 AVN Award nominee – Best All-Girl Group Sex Scene – Where the Boys Aren't 19[۴]